# (21789) Frankwasser
(21789) Frankwasser (1999 SH7) – planetoida z pasa głównego asteroid okrążająca Słońce w ciągu 3,46 lat w średniej odległości 2,29 j.a. Odkryta 29 września 1999 roku.